# Douglas (Georgia)
Douglas település az Amerikai Egyesült Államok Georgia államában, Coffee megyében, melynek megyeszékhelye is. Lakosainak száma 11 722 fő (2020. április 1.).

## Népesség
A település népességének változása:

| 2010 | 11 589 |
| 2020 | 11 722 |